# Alexandre Lunois
Alexandre Lunois, né le 2 février 1863 à Paris (1er arrondissement) et mort le 1er septembre 1916 au Pecq, est un peintre, graveur, affichiste et illustrateur français, réputé pour ses lavis lithographiques en couleurs.

## Biographie

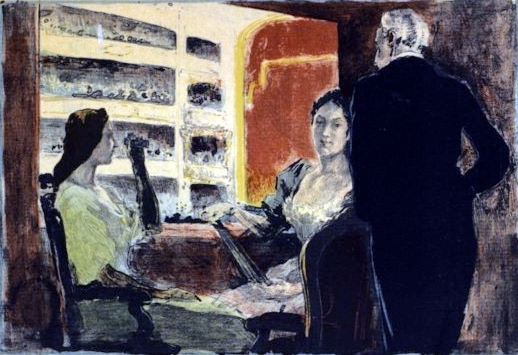
Pendant l'entracte, lavis lithographique (1894).

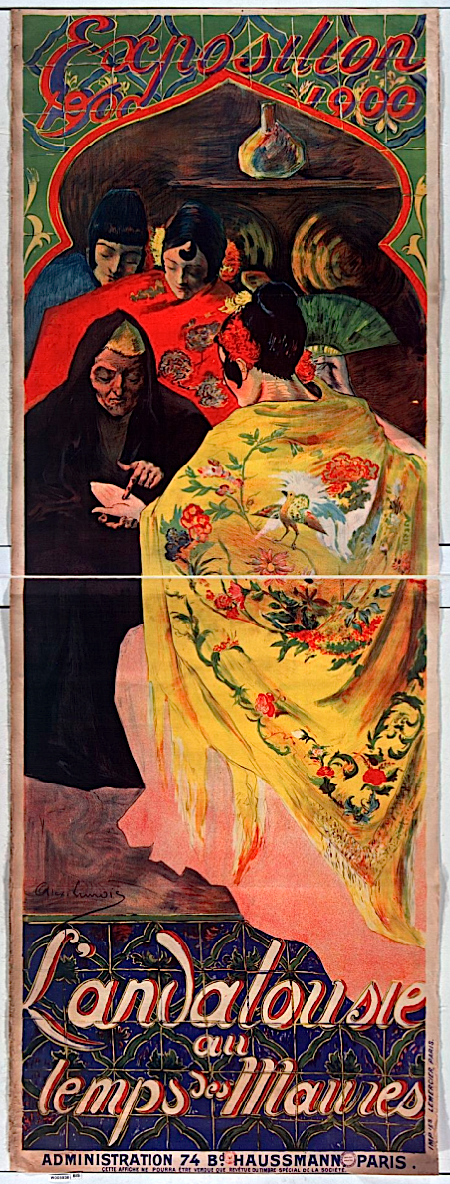
L'Andalousie au temps des Maures, affiche lithographiée (1900).

Alexandre Lunois est né le 2 février 1863 à Paris. En 1880, il entre comme apprenti chez l'imprimeur-lithographe parisien Achille Sirouy, spécialisé dans la gravure de reproduction. Le jeune Lunois s'exerce à cette technique et produit ses deux premières traductions lithographiques, une d'après Ulysse Butin, l'autre d'après Léon Lhermitte, sans compter une eau-forte également d'après Butin. Les trois estampes sont exposées au Salon des artistes français de 1882, auquel il est fidèle chaque année jusqu'en 1890. Au cours de cette période, il s'aventure, d'abord timidement, du côté du dessin et de la peinture à l'huile, mais continue à produire des motifs d'interprétation en ce qui concerne la lithographie — on compte Honoré Daumier, Puvis de Chavannes, Eugène Delacroix ou encore Jean Béraud,.
Le déclic se produit en 1886 : il se lance alors dans la gravure originale et produit quantité d'esquisses ; ce sont ses premiers motifs parisiens. Lunois obtient deux ans plus tard une bourse de voyage qu'il met à profit pour visiter la Belgique mais surtout la Hollande. Il s'installe sur l'île de Volendam. Marqué par la lumière et la nature totalement préservée, il part ensuite en Algérie où il passe six mois. Il enchaine avec le Maroc (Fez, Tanger) puis remonte par l'Espagne qu'il parcourt allègrement : les dessins s'accumulent, des portraits surtout, de femmes (beaucoup), d'enfants, de Cadix, Grenade, Tolède et Madrid. Il ne rentre à Paris que fin 1889.
Là, il décide d'utiliser la lithographie pour interpréter ses propres dessins : pour cela, il convoque un procédé quasi-oublié, en traitant la pierre au pinceau trempé dans l'encre lithographique, autrement dit tel un lavis. Les textures, nuances, contrastes de couleurs obtenus singularisent son style. Il accumule ses suites d'estampes en différents états, et les intitule en fonction des régions visitées.
Pour l'Exposition universelle de 1889 à Paris, il montre cinq lithographies en noir.
En 1892, il repart en Hollande, puis en Algérie et en Tunisie, attiré par les riches contrastes qu'on y trouve. Cette année-là il montre au public pour la première fois une lithographie en couleurs, le portrait d'une jeune Algérienne de la tribu des ouled naïl, Yamina Ben-Si-Djelloul. 
Déjà, il est repéré par des galeristes-marchands : si l'on excepte Ambroise Vollard, c'est surtout Edmond Sagot qui est son véritable premier promoteur. Il édite d'abord plusieurs séries lithographiées en noir, Scènes de la vie de Paris ; Les galeries supérieures du théâtre Beaumarchais, complétées par une suite en couleurs (1894-1898). En sortant du Salon de la Société nationale des beaux-arts le 2 juin 1894, Edmond de Goncourt note dans son Journal : « Une planche très remarquable est une lithographie de Lunois intitulée Danseuses espagnoles dans la danse. Une planche du plus grand caractère échappant à l'imitation japonaise par l'intensité des tons, le bleu cru du fond, le jaune, le rouge franc, les noirs d'ombre nocturne en pleine figure ».
Ce style contrasté, violent, se retrouve dans ses premières affiches : Excursions au Maroc (1895), mais surtout L'Andalousie au temps des Maures qu'il exécute pour le pavillon espagnol de l'Exposition universelle de 1900. Un projet d'affiche pour la Sixième Exposition des peintres orientalistes français a été également identifié ; il est d'ailleurs membre de la Société des peintres orientalistes.
De 1894 à 1907, Lunois est représenté par le galeriste-éditeur Gustave Pellet : la suite de six grandes planches en couleurs La Corrida (1897) connaît un franc succès et est saluée par le critique André Mellerio.
En 1908, Lunois retourne une dernière fois en Espagne, après avoir visité l'Allemagne et la Scandinavie. L'année suivante, il expose pour la dernière fois au Salon de la Société nationale des beaux-arts. Dans l'intervalle, il achève de graver soixante eaux-fortes qui illustrent une édition luxueuse des Contes d'Andersen, dans une nouvelle traduction en français effectuée par sa propre épouse .
Peu avant la Première Guerre mondiale, il effectue un dernier voyage, cette fois en Turquie. Il en ramène la matière pour exécuter ses ultimes gravures, figurant des paysages du Bosphore. Paraît alors une sorte de catalogue raisonné chez Henri Floury en 1914.
Il meurt le 1er septembre 1916 au Pecq.

## Œuvre gravé

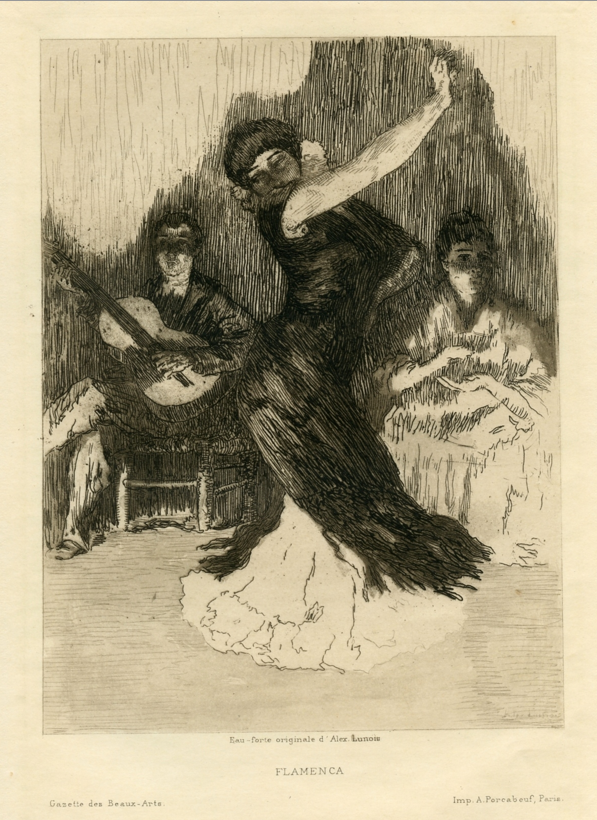
Flamenca, eau-forte (1910) pour la Gazette des beaux-arts (tirage Alfred Porcabeuf).

L'œuvre gravé compte près de quatre cents pièces. Lunois publia quelques images dans L'Artiste, Le Courrier français, la Gazette des beaux-arts, La Revue de l'art ancien et moderne, L'Estampe nouvelle (couverture), et illustra quelques partitions musicales.

### Principaux ouvrages illustrés
La plupart de ces ouvrages ont été édités à moins de 300 exemplaires et sont donc considérés comme très rares.
- Germain Bapst, Souvenirs d'un canonnier de l'armée d'Espagne : 1808-1814, lithographies, Paris, Jules Rouam et cie, 1892.
- [album], Balades dans Paris : au Moulin de la Galette, à l'Hôtel Drouot, sur les quais, au Luxembourg, notes inédites de Paul Eudel, Bernard-Henri Gausseron et Adolphe Retté, Paris, Les Bibliophiles contemporains/J. Rouam, 1894.
- Jacques de Voragine, La Légende dorée, 73 lithographies en couleurs et vignettes gravées sur bois, Paris, Librairie artistique G. Boudet et Henri Piazza, 1896.
- Théophile Gautier, Fortunio, vingt-quatre lithographies en couleurs, Paris, Librairie des bibliophiles - J. Rouam, 1898.
- L'École moderne, suites de panneaux éducatifs et d'illustrations ; dessins par Lunois et Millot ; gravures par Thomas ; cartes par Bineteau, Paris, Imprimerie Paul Dupont, éditeur, [1900][7].
- Théophile Gautier, Le Roman de la momie, 42 compositions originales gravées au burin et à l'eau-forte par Léon Boisson, Paris, L. Carteret, 1901[8].
- Prosper Mérimée, Carmen, introduction de Maurice Tourneux, illustrations en trichromie, Paris, Clot et Belfond imprimeurs / Les Cent bibliophiles, 1901.
- Marcellin Marbot, Austerlitz !, 21 aquarelles gravées par L. Buisson, Paris, L. Carteret, 1905.
- Prosper Mérimée, Mateo Falcone, préface de M. Tourneux, compositions gravées sur bois, Paris, L. Carteret, 1906.
- Guy de Maupassant, La Petite Roque, 23 eaux-fortes, Paris, L. Carteret, 1907.
- Henri de Régnier, Le Coffret rouge, frontispice, Paris, La Maison du livre, 1916.